# Vox Castilla y León
VOX Castilla y León es la candidatura y agrupación de VOX en la Comunidad autónoma de Castilla y León. Es una formación de extrema derecha, encuadrada por algunos autores dentro de la derecha radical populista, que posee 13 escaños en la Cortes de Castilla y León, obteniendo representación por primera vez en las Elecciones a las Cortes de Castilla y León de 2019. Sin embargo, al igual que en el resto de Comunidades Autónomas, el partido a nivel regional no existe y es un nombre simbólico que se le otorga a su representación en la región correspondiente.
El partido ha estado encabezado por el diputado Jesús García Conde, natural de Valladolid, desde 2019 hasta 2021. El líder de la formación en Castilla y León es Juan García-Gallardo que, hasta el 12 de julio de 2024, también ostentó el puesto de Vicepresidente de la Junta de Castilla y León en el Segundo Gobierno de Alfonso Fernández Mañueco.
Para las Elecciones a las Cortes de Castilla y León de 2022, el partido designó a Juan García-Gallardo como candidato a la presidencia de dicha Comunidad Autónoma, encabezando la lista electoral por Valladolid.

## Resultados electorales
Las candidaturas de Vox en Castilla y León entraron en las instituciones por primera vez en 2019.

### Elecciones generales
| Congreso de los Diputados |         |   |          |         |        |
| Elecciones                | Escaños | ± | Posición | Votos   | %      |
| 2015                      | 0/31    |   | 8.º      | 4,015   | 0,27%  |
| 2016                      | 0/31    |   | 7.º      | 2,710   | 0,19%  |
| abril de 2019             | 1/31    | 1 | 4.º      | 186,317 | 12,30% |
| noviembre de 2019         | 6/31    | 5 | 3.º      | 230,743 | 16,80% |
| 2023                      | 1/31    | 5 | 3.º      | 197,172 | 13,78% |

### Elecciones autonómicas
| Cortes de Castilla y León |         |    |          |         |        |                                                    |                            |
| Elecciones                | Escaños | ±  | Posición | Votos   | %      | Resultado                                          | Líder                      |
| 2015                      | 0/84    |    | 9.º      | 9.333   | 0,68%  | Extraparlamentario                                 | José Carlos Rúa Perandones |
| 2019                      | 1/81    | 1  | 5.º      | 75.731  | 5,05%  | Oposición                                          | Jesús García Conde         |
| 2022                      | 13/81   | 12 | 3.º      | 214.668 | 17.64% | (Hasta el 12 de julio de 2024) Coalición con el PP | Juan García-Gallardo       |
| 2022                      | 13/81   | 12 | 3.º      | 214.668 | 17.64% | (Desde del 12 de julio de 2024) Oposición          | Juan García-Gallardo       |

### Elecciones municipales
| Elecciones | Concejales | ±   | Posición | Votos  | %     | Líder                       |
| ---------- | ---------- | --- | -------- | ------ | ----- | --------------------------- |
| 2015       | 10/12 811  | 10  | 12°      | 7,396  | 0,54% | José Carlos Rúa Perandones  |
| 2019       | 64/12 624  | 54  | 4.º      | 33,134 | 2,4%  | Jesús García Conde          |
| 2023       | 309/12 481 | 254 | 3.º      | 96,384 | 7,5%  | Juan García-Gallardo Frings |

## Polémicas
Su líder Juan García-Gallardo recibió numerosas críticas entre otras cosas por sus palabras sobre las despoblación con afirmaciones como que olvidamos que el fin del sexo es la procreación además de tuits calificados de racistas, machistas y homófobos.
En octubre de 2023, la Consejería de Cultura y Turismo en manos de VOX, gasto 17.000 euros en el logo de 'Castilla y León Excelente'. El logo resultó estar sacado de un banco de imágenes cuyos derechos de explotación es de tres euros y el eslogan sacado de una campaña publicitaria de la Comunidad de Madrid.